# Pyramide des Niches

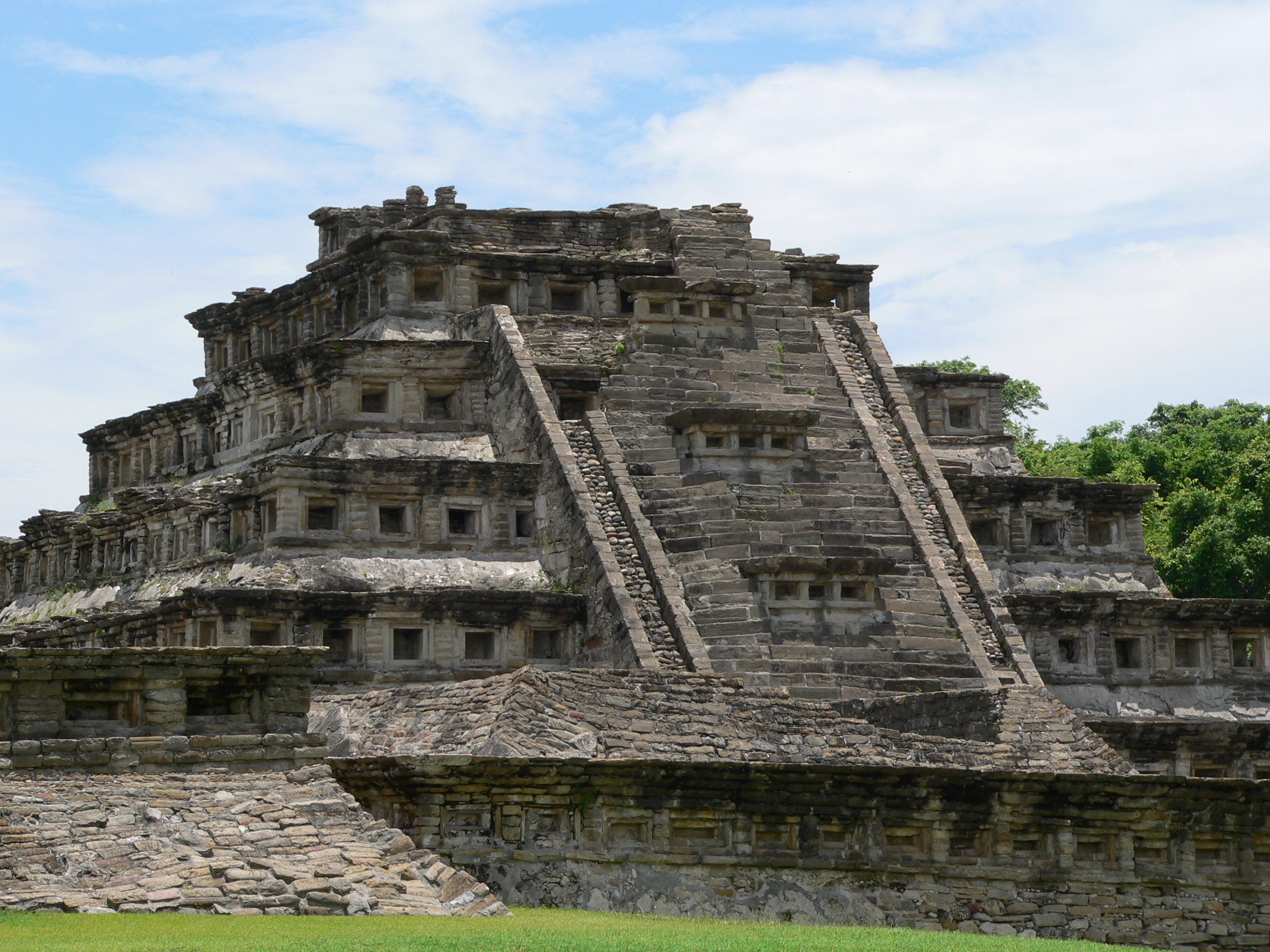
La pyramide des Niches.

La pyramide des Niches est une pyramide à degrés mésoaméricaine située dans la zone d'El Tajín, dans la région du centre de Veracruz, au Mexique.
Cette pyramide recouvre une construction antérieure dont l'architecture est similaire. Elle mesure dix-huit mètres de hauteur. Elle est composée de six plates-formes échelonnées et formées d'un noyau de terre recouvert de dalles de pierre. Un escalier du côté nord permet l'accès au sommet.
La façade est décorée de 365 niches qui peuvent représenter les jours de l'année solaire. Précisément à cause de ces niches, il y a un effet décoratif de la lumière et l'ombre.